# Sabal bermudana
Sabal bermudana is de botanische naam van een palm. De plant is endemisch in de Bermuda-Archipel, waar de soort op zeer arme kalkbodems groeit. Het klimaat is er vochtig en er zijn nooit temperaturen beneden het vriespunt.
De stam wordt 7-8 m hoog en is 'zelfreinigend': De bladeren zijn zeer vast en sterk, breken allemaal op een zeker ogenblik op dezelfde lengte en vallen uiteindelijk van de plant in plaats van een rok te vormen. De korte bloeiwijzen dragen talrijke kleine witte geurende bloempjes. De vruchten vallen in de smaak van de vogels.
Deze palm geniet van niet te warme maar vochtige zomers. De plant kent een trage groei, maar is winterhard. De plam kan enkele dagen tot -13° C verdragen.